# Горки-2 (Московська область)
Горки-2 (читається «Горки Другі», рос. Горки-2, Горки Вторые) — селище в Московській області Росії. Входить до складу Одинцовського міського округу.
З 2006 по 2019 роки входило до складу Одинцовського району і було адміністративним центром сільського поселення Горське, нині скасованого.
Розташоване в 30 км від центру Москви і в 13 км від МКАДу. На північному заході до селища примикає село Знаменське, на південному сході — села Велике Сареєво, Мале Сареєво.

## Історія
Свою назву селище отримало від пустки Городище, що колись існувала на гирлі річки Медвенки при впадінні її в річку Москву і тягнулася до Усова. Назва зустрічається в описах XVII століття.
Селище було утворене в 1924 році, коли з ініціативи Ф. Дзержинського на основі кінного заводу, що розташовувався в цьому місці, був організований радгосп. Продукція заводу призначалася для жителів Москви і для постачання розташованих поблизу партійно-урядових дач свіжими сільськогосподарськими продуктами. Тому спочатку він називався «Радгоспом ОГПУ» і входив як структурна одиниця в це відомство.
Спочатку господарство спеціалізувалося на птахівництві та молочному тваринництві. Цей напрямок виробничої діяльності радгоспу зберігся і надалі. Птахівники господарства одними з перших в нашій країні почали створювати промислове птахівництво.
До 1940-х років радгосп став одним з великих господарств країни. За високі виробничі показники 1938—1939 рр.. у птахівництві і молочному тваринництві він був нагороджений в 1940 рік орденом Леніна і дипломом I ступеня Всесоюзної сільськогосподарської виставки.
У 1960 рік радгосп перетворили на державний племінний птахівничий завод «Горки-2», приєднавши солословський колгосп «Більшовик». У 1965 році до його складу увійшли сусідні колгоспи «Дружба», «Шлях нового життя», «Прогрес».

## Сучасність
У 1994—2006 роках Горки-2 були центром Горського сільського округу. У ході муніципальної реформи 2004—2005 років Горський сільський округ припинив своє існування як муніципальна одиниця. При цьому всі його населені пункти були передані в сільське поселення Горське, що проіснувало з 2006 по 2019 р.

## Транспорт
У селища є єдина зупинка «Горки-2», що лежить на Рубльово-Успенському шосе, де проходять маршрути автобусів і маршрутного таксі.
Маршрутами (автобус № 121, маршрутні таксі № 121, № 150, № 536) можна доїхати до Москви до станції метро «Молодіжна».